# Sự hình thành và tiến hóa thiên hà
Các nghiên cứu về sự hình thành và tiến hóa của các thiên hà xem xét các quá trình tạo ra vũ trụ phi đồng nhất từ khởi đầu đồng nhất, sự hình thành của những thiên hà đầu tiên, cách các thiên hà thay đổi theo thời gian, và các quá trình tạo ra các cấu trúc quan sát được ở các thiên hà gần.
Các thiên hà được giả thiết là hình thành do những biến thiên lượng tử rất nhỏ, sau Vụ Nổ Lớn. Mô hình đơn giản nhất, và phù hợp với nhiều hiện tượng quan sát được, là mô hình Lambda-CDM; trong đó các thiên hà hình thành bằng các co cụm và hợp nhất từ các biến thiên lượng tử nhỏ ban đầu, để lớn dần. Lý thuyết này giải thích được hình dáng các cấu trúc quan sát được bên trong thiên hà.

## Thư viện ảnh

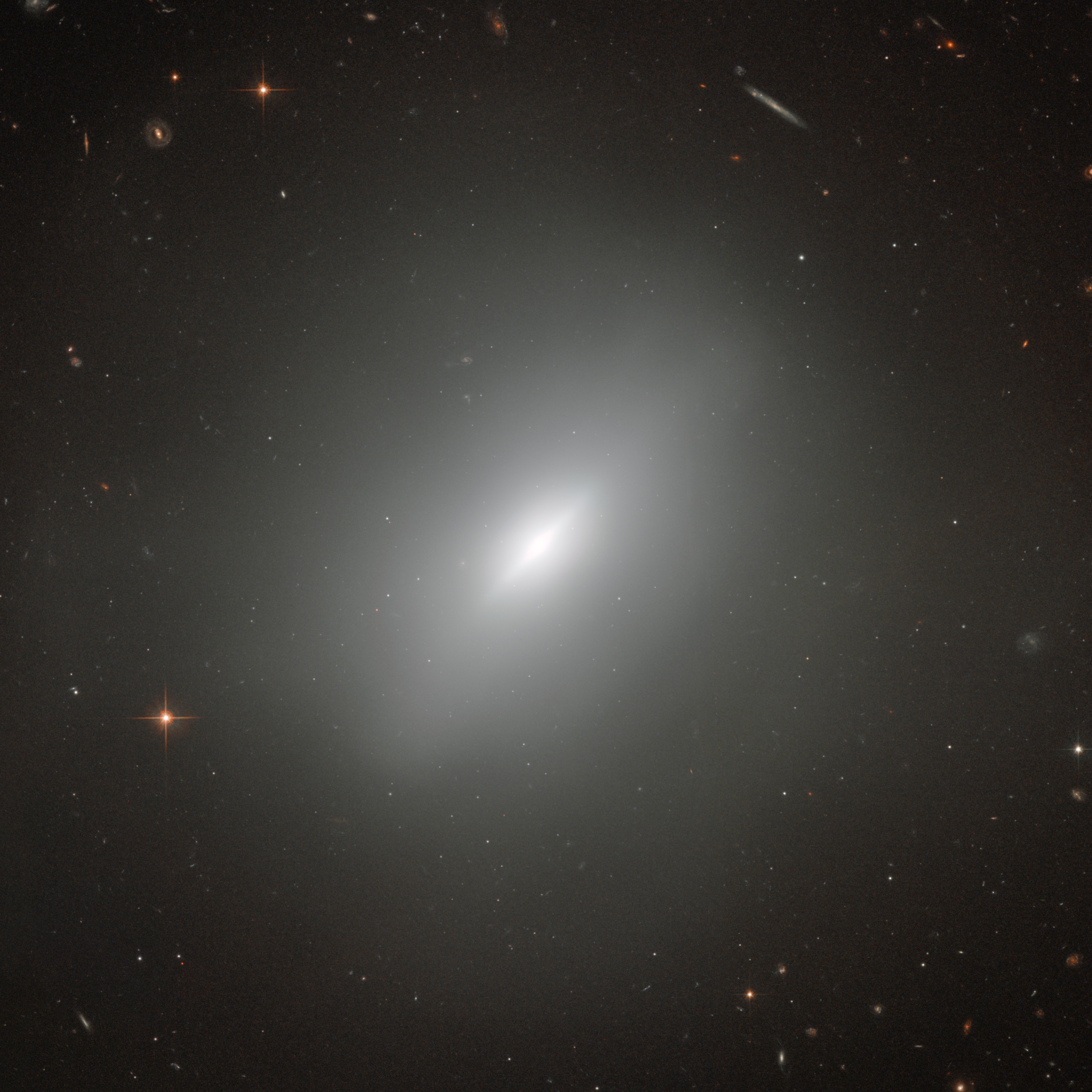
NGC 3610 cho thấy các cấu trúc sáng hình đĩa, chứng tỏ nó mới được hình thành.
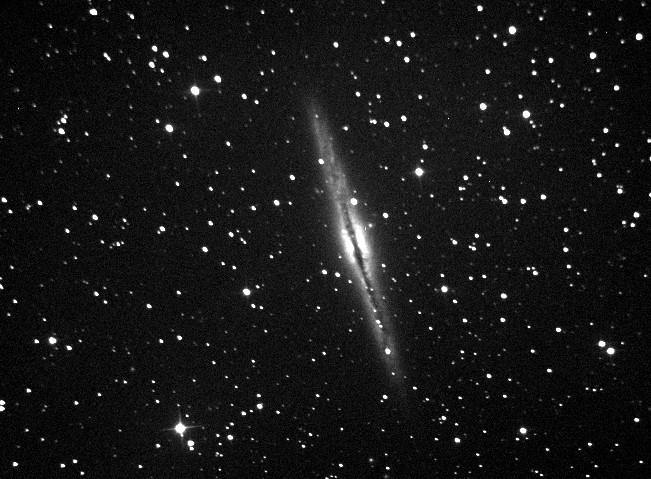
NGC 891, thiên hà hình đĩa mỏng
Messier 101, thiên hà xoắn ốc
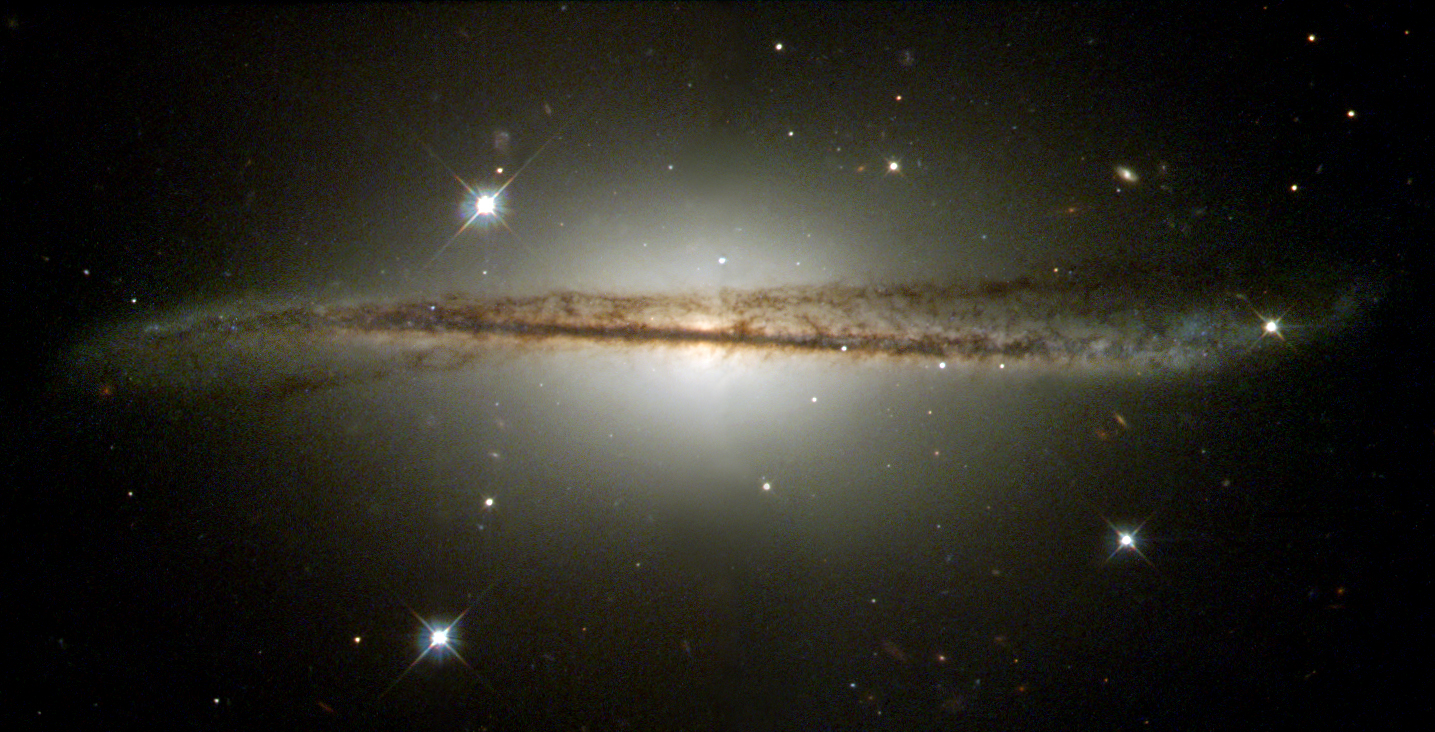
Thiện hà xoắn ốc, ESO 510-G13, bị méo đi do va chạm với thiên hà khác. Sau khi thiên hà kia bị hấp thụ hoàn toàn thì chỗ méo sẽ biến mất; quá trình hấp thụ này mất hàng triệu đến hàng tỷ năm.